# Боярское (Вытегорский район)
Боярское — деревня в Вытегорском районе Вологодской области.
Входит в состав Анхимовского сельского поселения, с точки зрения административно-территориального деления — в Анхимовский сельсовет.
Расположена на правом берегу реки Тагажма. Расстояние по автодороге до районного центра Вытегры — 16 км, до центра муниципального образования посёлка Белоусово — 6 км. Ближайшие населённые пункты — Житное, Захарьино, Патрово, Сперово.
По переписи 2002 года население — 198 человек (102 мужчины, 96 женщин). Преобладающая национальность — русские (99 %).